# Peter Reber
Peter Reber (Bern, 28 april 1949) is een Zwitsers singer-songwriter. Zijn loopbaan bestond uit drie succesvolle perioden waarbij hij in de hoogste regionen van de Zwitserse (album)top was te vinden. Allereerst was dat in het trio Peter, Sue & Marc, vervolgens ging hij solo verder en daarna had hij succes met zijn dochter als Peter Reber & Nina. Het eerste trio vertegenwoordigde Zwitserland viermaal tijdens het Eurovisiesongfestival.

## Biografie
Vanaf 1968 was hij lid van het trio Peter, Sue & Marc. Zelf zong hij en speelde hij gitaar en piano; de andere twee leden waren Sue Schell (zang) en Marc Dietrich (zang en gitaar). Aanvankelijk brachten ze vooral covers in de folkmuziek van artiesten als Joan Baez, Bob Dylan en Peter, Paul and Mary.
Tot viermaal toe werden ze uitgekozen om voor Zwitserland deel te nemen aan het Eurovisiesongfestival, namelijk aan dat van 1971, van 1976, van 1979 en van 1981. Daarnaast stonden ze vijf jaar lang geregeld in de top tien van Zwitserland, onder meer met Cindy (1976) dat in 1977 nog door de Nederlandse band The Cats werd gecoverd. Andere grote hits waren bijvoorbeeld Memory melody (1977) en Tom Dooley (1978).
Nadat ze zich in 1981 ophieven, duurde het nog enkele jaren voordat hij solo verderging. Vervolgens stond hij muzikaal weer in het middelpunt met zijn top 5-album Grüeni Banane (1985). Het was begin van een nieuwe succesvolle periode, met vijf albums achter elkaar die de top 3 bereikten.
Rond de eeuwwisseling bracht hij weinig werk uit. Vervolgens formeerde hij een duo met zijn dochter Nina en waren zij samen met meerdere albums in de Zwitserse top 5 te vinden.
- Bibsys: 4020814
- Bibliothèque nationale de France: cb167645463 (data)
- Gemeinsame Normdatei: 134493028
- International Standard Name Identifier: 0000 0000 5526 0011
- Library of Congress Control Number: n82042929
- MusicBrainz: 5b83b139-e496-49b4-84fb-449ea6652b6b
- Virtual International Authority File: 7733873
- WorldCat: E39PBJcwFwPdRpPwB9qCXRhT73